# Hartig-kert

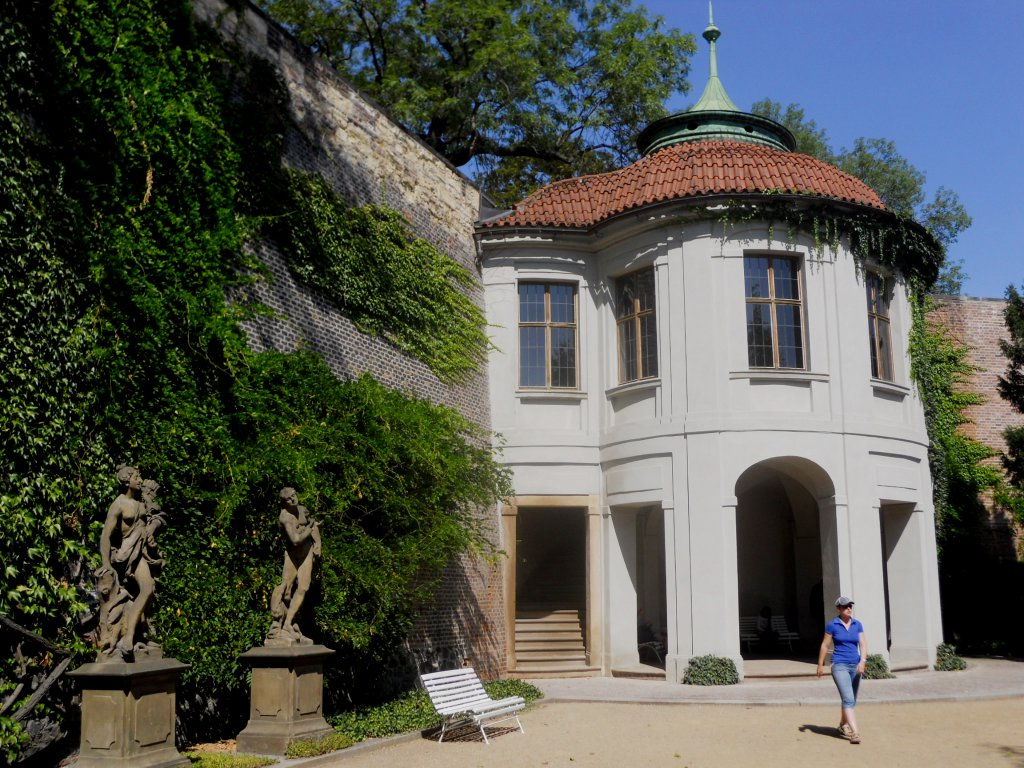
A zenepavilon

A Hartig-kert (csehül: Hartigovská zahrada) a prágai várat körülvevő kertek déli sorának legkisebb tagja.

## Története
Nevét a Hartig-palotáról (csehül: Hartigovský palác) kapta. A kertet Isabela Švihovská ze Salmu kapcsolta a frissen épült palotához 1670-ben. A 17/18. század fordulóján franciakertté alakították át. Ekkor készült el a fölső és az alsó terasz — ezeket kőkorsókkal díszített lépcső köti össze. A következő átalakítást az 1720-as években a palota új tulajdonosa, Josef Hartig rendelte el.
Az 1960-as években kapcsolták a Sánckert déli (alsó) oldalához; a két kertet lépcső köti össze. Jelenlegi arculatát 1965-ben kapta Adolf Bens és Richard Podzemny építészek tervei alapján.

## Építményei
Fő nevezetessége a zenepavilon (csehül: Hudební pavilon). Az 1720-as években építtette Giovanni Battista Alliprandi építésszel Josef Hartig. Nevét arról kapta, hogy a kiváló zongorista Hartig rendszeresen koncertezett benne. A koncertek halála után folytatódtak (persze más előadókkal). Van esőbeálló is, a kaviccsal felszórt sétány mentén, a pavilon mellett álló négy szobrot Antonín Braun (Matyáš Braun unokaöccse) faragta a 18. század második felében, és ókori görög isteneket ábrázolnak. Az ötödik szobor (Dionüszoszé) bent van a pavilonban, puttószobrok társaságában. A kertben WC és ivóvíz nincs, közvilágítás van.
A kert legalján a följáró lépcső mellett eredetileg egy díszkút állt. Most nem működik, de ígérik, hogy újra fogják indítani.

## Látogatása
Nem látogatható.